# Quách Tấn
Quách Tấn (1910 – 1992), tự là Đăng Đạo, hiệu Trường Xuyên, các tiểu hiệu là Định Phong, Cổ Bàn Nhân, Thi Nại Thị, Lão giữ vườn; là một nhà thơ Việt Nam. Ông cùng với Hàn Mặc Tử, Yến Lan, Chế Lan Viên được người đương thời ở Bình Định gọi là Bàn thành tứ hữu, nghĩa là Bốn người bạn ở thành Đồ Bàn.

## Thân thế và sự nghiệp
Ông sinh ngày 23 tháng 11 năm Kỷ Dậu (tức ngày 4 tháng 1 năm 1910, nhưng giấy khai sinh thì ghi là ngày 1 tháng 1 năm 1910) tại thôn Trường Định, huyện Bình Khê (nay là xã Bình Hòa, huyện Tây Sơn) tỉnh Bình Định.
Tổ tiên ông vốn là người Trung Quốc sang Việt Nam. Cha ông là Quách Phương Xuân, thông chữ Pháp; mẹ là Trần Thị Hào, giỏi chữ Hán. Anh em ông gồm 10 người nhưng chỉ còn lại ba là ông, Quách Tạo và Quách Thị Mộng Lan.
Lúc nhỏ Quách Tấn học chữ Hán. Đến 12 tuổi, ông mới bắt đầu học Quốc ngữ và Pháp ngữ tại trường Pháp Việt Quy Nhơn (nay là Quốc học Quy Nhơn), rồi đậu cao đẳng tiểu học (primaire Supérieur) năm 1929.
Sau đây là quá trình hoạt động của ông:
- 1930, làm phán sự Tòa sứ tại Tòa khâm sứ Huế, rồi đổi lên Tòa sứ Đồng Nai Thượng ở Đà Lạt.
- 1935, về làm việc tại Tòa sứ Nha Trang.
- 1939, xuất bản tập thơ đầu tay: Một tấm lòng (Tản Đà đề tựa, Hàn Mặc Tử đề bạt).
- 1945, tản cư về Bình Định tham gia chống Pháp, làm thủ quỹ cho Ủy ban ủng hộ kháng chiến và Mặt trận liên hiệp quốc dân huyện Bình Khê.
- 1949, mở Trường trung học tư thục Mai Xuân Thưởng tại thôn An Chánh huyện Bình Khê.
- 1951, được trưng dụng dạy Trường trung học An Nhơn rồi Trường trung học Bình Khê.
- 1954, hồi cư về Nha Trang được tái bổ vào ngạch thư ký hành chánh.
- 1955, Ông làm Phó tỉnh trưởng Bình Định từ 1955 đến 1957. Về sở Du Lịch Huế (1957-1958) rồi Ty Kiến Thiết Nha Trang (1958-1963) và sang làm thư ký tòa Hành chánh Khánh Hòa cho đến năm 1965 thì về hưu. Ông không hề làm Phó tỉnh trưởng Khánh Hòa như nhiều người viết mà chỉ là thư ký hành chánh.
- 1965, nghỉ hưu tại nhà số 12 đường Bến Chợ Nha Trang (gần chợ Đầm), tiếp tục viết văn làm thơ.
- 1987, ông lâm cảnh mù lòa rồi mất ngày 21 tháng 12 năm 1992 tại Nha Trang, hưởng thọ 82 tuổi.

Quách Tấn lập gia đình năm 1929. Vợ ông là bà Nguyễn Thị Nhiếp, hiệu Thanh Tâm, sinh trưởng tại Phú Phong, huyện Bình Khê, tỉnh Bình Định.

## Tác phẩm
Quách Tấn tập làm thơ từ lúc học lớp đệ nhất niên trường Quy Nhơn. Lúc ra trường ông đã thông thạo các thể thơ, nhưng chính thức bước vào làng văn thơ từ năm 1932 . Năm 1933, ông đã có thơ đăng trên An Nam tạp chí, Phụ nữ tân văn, Tiếng dân và Tiểu thuyết thứ bảy... Ông từng được thi sĩ Tản Đà khen khi bình bài Đến thăm vườn cũ cảm tác của ông. Tản Đà viết: Nói về bên tình thì rất lâm ly mà nói về bên tài cũng đến thế là hay. Sau đây là một số tác phẩm chính của ông:

### Thơ
- Một tấm lòng: tập thơ, 1939, gồm hai phần chính và một phần phụ lục, có lời "Tựa" của Tản Đà, lời "Bạt" của Hàn Mặc Tử.
- Mùa cổ điển: tập thơ, 1941.
- Đọng bóng chiều: tập thơ, gồm 108 bài thất ngôn tứ tuyệt, Kim Lai ấn quán in năm 1965.
- Mộng Ngân sơn: tập thơ, gồm 135 bài ngũ ngôn tứ tuyệt, Nhà xuất bản Hoa Nắng (Paris) ấn hành năm 1966.
- Giọt trăng: tập thơ, gồm 60 bài thơ ngũ ngôn tứ tuyệt, Nhà xuất bản Rừng Trúc (Paris) ấn hành năm 1973.
- Trăng hoàng hôn: tập thơ, gồm 60 bài thơ lục bát tứ tuyệt, Nhà xuất bản Trẻ ấn hành năm 1999.
- Tuyển tập thơ Quách Tấn: do Quách Giao (con trai ông) tuyển chọn, Nhà xuất bản Hội Nhà Văn ấn hành năm 2006.

Ngoài ra ông còn 13 tập thơ chưa xuất bản.

### Văn
- Trăng ma lầu Việt: gồm 2 tập, viết phỏng theo Truyền kỳ mạn lục của Nguyễn Dữ đời Hậu Lê. Tập 1 xuất bản năm 1943. Năm 1947, viết thêm tập 2. Năm 2003, Nhà xuất bản Thanh Niên in chung thành một quyển.
- Nước non Bình Định: tập địa phương chí Bình Định, Nam Cường xuất bản năm 1968. Nhà xuất bản Thanh Niên tái bản năm 1999.
- Xứ Trầm hương: tập địa phương chí Khánh Hòa, Nhà xuất bản Lá Bối ấn hành năm 1970.
- Đời Bích Khê: tập hồi ký của Quách Tấn viết về cuộc đời và thơ của thi sĩ Bích Khê. Nhà xuất bản Lửa Thiêng ấn hành năm 1971.
- Đôi nét về Hàn Mặc Tử: in trong Bán nguyệt san Văn số 7, Sài Gòn, 1967; in lại trong Hàn Mặc Tử - hôm qua & hôm nay, Nhà xuất bản Hội Nhà Văn, 1996.
- Họ Nguyễn thôn Vân Sơn (1988)
- Nét bút giai nhân (1988)
- Bước lãng du: giới thiệu danh lam, thắng tích từ Huế đến Ninh Thuận, Nhà xuất bản Trẻ ấn hành năm 1996.
- Thi pháp thơ Đường: gồm 26 bức thư và một bài tựa "Chút lòng" gởi cho các bạn trẻ yêu thích thơ Đường, Nhà xuất bản Trẻ ấn hành năm 1998.
- Bóng ngày qua: hồi ký của Quách Tấn dày trên 2.000 trang đánh máy, xếp thành 10 tập. Đã xuất bản được các tập: Đời văn chương (1998), Bàn thành tứ hữu (2001), Tình thầy bạn (2003), Trường Xuyên thi thoại (2000), Những mảnh gương xưa (2001), Hương vườn cũ (2007), Nguồn đạo trong thơ văn (2007),...

Ngoài ra ông còn 20 tập văn chưa xuất bản.

### Thơ văn dịch
- Lữ Đường Thi tuyển dịch: tuyển dịch 56 bài thơ chữ Hán của Thái Thuận, một danh sĩ triều Hậu Lê. Trong tập còn có bài tổng luận về cuộc đời và sự nghiệp văn chương của vị thi sĩ này. Nhà xuất bản Văn Học ấn hành năm 2002.
- Tố Như thi: tuyển dịch 72 bài thơ chữ Hán của thi hào Nguyễn Du. Nhà xuất bản An Tiêm ấn hành năm 1973. Năm 1995, Nhà xuất bản này tái bản tại Paris.
- Ngục trung thư : dịch tập thơ chữ Hán Nhật ký trong tù của Nguyễn Ái Quốc. Mặc dù khi Quách Tấn còn sống chưa in, song một phần lớn thơ dịch đã được đưa vào Hồ Chí Minh toàn tập xuất bản năm 2000. Năm 2015, đã được nhà xuất bản thế giới xuất bản với tựa đề "Nhật ký trong tù" Quách Tấn phỏng dịch.[3]
- Nghìn lẻ một đêm (4 tập, 1958)

### Viết chung
Ông viết chung với con trai là Quách Giao các tập: 
- Nhà Tây Sơn (xb năm 1988, được tái bản nhiều lần)
- Võ nhân Bình Định (Nhà xuất bản Trẻ ấn hành năm 2001)
- Đào Tấn và Hát bội Bình Định (xb năm 2007)...[4].

## Quan niệm sáng tác thơ
| “ | Đối với thơ, tôi (Quách Tấn) không tách biệt "mới" và "cũ". Tôi lựa thể Đường luật vì thấy thích hợp với tâm hồn mình. Vì đã lựa được con đường đi nên từ 1932 đến 1941, mặc dù phong trào Thơ Mới sôi nổi, tôi vẫn giữ thể Đường luật. | ” |

## Nhận xét
Nói về phong cách sống của Quách Tấn, Nguyễn Vỹ viết:
Tôi biết anh lúc anh còn học ở Quy Nhơn. Sau, anh thi đậu "diplôme", được bổ đi làm việc tại các Tòa Sứ miền Trung. Không có cái gì tiết lộ anh là một thi sĩ...Anh thuộc về hạng đàn ông đạo đức, giản dị, không se sua, không bần tiện, không làm phiền ai, một người công dân có ý thức trách nhiệm, một người bạn hiền lành, vui vẻ, khả ái, một người cha rất tốt trong gia đình, một người chồng rất thủy chung...
Về sự nghiệp văn chương, tuy Quách Tấn viết nhiều thể loại, nhưng người ta chú ý đến ông là nhờ thơ, nhất là hai tập thơ đầu. Đặng Thị Hảo cho biết:
Tập thơ "Một tấm lòng" vừa ra đời đã gây nên ai luồng dư luận trái ngược. Các nhà thơ cổ hoan nghênh; những người hâm mộ "thơ mới" lại làm ngơ, như ở báo Phong Hóa của bút nhóm Tự Lực văn đoàn chỉ giới thiệu văn tắt mà không bình luận gì...
Đến hai năm sau (1941), khi thi phẩm Mùa cổ điển ra đời, thì giới yêu thơ mới bắt đầu chú ý đến thơ ông nhiều hơn. Tháng 10 năm ấy, Quách Tấn được Hoài Thanh-Hoài Chân giới thiệu trong Thi nhân Việt Nam: 
Quách Tấn là một người thanh niên có Tây học; người thanh niên ấy hồi 1939 đã xuất bản một tập thơ cũ (Một tấm lòng) được Tản Đà để ngang với thơ Yên Đỗ (Nguyễn Khuyến), thơ Hồ Xuân Hương...Đêm đã khuya, tôi ngồi một mình xem thơ Quách Tấn...Theo gót nhà thơ, tôi đi dần vào một thế giới huyền diệu. Ở đây người ta nói rất khẽ, bước rất êm... Tình cảnh ở đây đã biến thành một thứ hương mầu nhiệm...
Nhưng Vũ Ngọc Phan lại có ý kiến trái ngược:
Đọc thơ Quách Tấn, người ta thấy ông chú trọng vào sự gọt giũa nhiều quá, ông cân nhắc từng chữ, ông lựa từng câu, sự chú trọng ấy ông để người ta thấy rõ quá, nên sự thành thật bị giảm đi nhiều...Thơ Quách Tấn điêu luyện thì có điêu luyện, như thành thực thì không. 
Những năm gần đây, tài thơ của ông được đánh giá như sau. Trích trong Từ điển văn học (bộ mới):
Về hình thức thể loại cũng như về nội dung, "Một tấm lòng" không có gì mới mẻ. Hai năm sau, Quách Tấn cho xuất bản tiếp "Mùa cổ điển" (1941). Đây là tác phẩm tâm đắc nhất đồng thời cũng là đỉnh cao nghệ thuật của ông. Ở "Mùa cổ điển", ngòi bút nghệ thuật của thi sĩ tỏ ra điêu luyện hơn, cảm xúc cũng sâu sắc hơn tập thơ trước...Song, nếu ở "Một tấm lòng", người đọc còn tìm thấy cái nhìn trong trẻo của nhà thơ trước con người và thiên nhiên; thì đến Mùa cổ điển, mỗi bài thơ đều chất nặng ưu tư, ẩn giấu một nỗi buồn sâu xa. Đó cũng là sự phản ảnh tâm trạng chung của lớp thanh niên trí thức Việt Nam trước không khí nặng nề của cuộc đại chiến.
Trong Từ điển Tác gia Văn hóa Việt Nam có đoạn:
Quách Tấn là một nhà thơ chuyên về Đường luật. Có lẽ từ đầu thế kỷ đến nay, không một nhà thơ nào chuyên chú và có công với thơ luật bằng ông; vì ông đã sáng tác trên cả ngàn bài thơ Đường, kể cả thơ dịch. Đó là cống hiến lớn của ông đối với lịch sử thơ ca Việt Nam...Thơ Quách Tấn (dù là thơ Đường) vẫn có cảm xúc mới, ý lạ mà nồng nàn khiến người đọc rung động, bồi hồi theo nỗi lòng cô đơn của tác giả, hoặc đìu hiu như bên sông lạnh mà đó cũng là tiếng hư không từ cõi âm vọng về.
Bờ nghiêng lau lách bóng sương lồng,
Trăng muộn màng canh cánh mặt sông.
Đời nữa khói mây chìm bóng mộng,
Gọi đò một tiếng lạnh hư không!